# Kölner Schule (Politikwissenschaft)
Die Kölner Schule der Politischen Wissenschaft (heute Politikwissenschaft), auch bekannt als Köln-Mannheimer Schule, bezeichnet eine kleine Gruppe von deutschen Politikwissenschaftlern, deren Verständnis ihres Faches durch ihre wirtschaftswissenschaftliche Vorbildung und das ordnungspolitische Denken in der Ökonomie (Walter Eucken, Alfred Müller-Armack, Ordo-Liberalismus) geprägt ist. Diese Strömung ist orientiert an der empirisch-analytischen Theorie, deren Wurzeln in den Naturwissenschaften liegen. Weitere einflussreiche Schulen der Politikwissenschaft waren die Marburger Schule und die Freiburger Schule. 

## Entwicklung, Forschung
Ferdinand A. Hermens übernahm 1959 die Nachfolge von Heinrich Brüning auf dem an der Universität Köln angesiedelten Lehrstuhl für Politische Wissenschaft. Das wissenschaftliche Anliegen von Hermens „war die Etablierung einer von der ökonomischen Verhaltenslehre beeinflussten, die Rolle der Institutionen gebührend hervorhebenden empirisch-analytischen Politikwissenschaft“.
Seine „umfangreiche Beschäftigung mit Wahlrechtsfragen, seine detaillierten und komparativen Untersuchungen zum Mehrheits- und Verhältniswahlrecht speisen sich aus der Erfahrung des verfassungsrechtlich dysfunktional gelagerten Weimarer Reichstages und der Sorge um die Stabilität der Bundesrepublik.“ Dies sind die Wurzeln der sich in den folgenden Jahren und Dekaden herausbildenden Kölner und später auch Mannheimer Schule der empirischen und quantitativen Politikwissenschaft.
Ausgehend von Hermens entwickelten seine Kölner Schüler, insbesondere Rudolf Wildenmann und Werner Kaltefleiter, einen Zugriff auf das politische Geschehen, der die Wirkung von Institutionen auf politisches Verhalten und politische Prozesse in den Mittelpunkt der Betrachtung rückt. In der Tradition der Kölner Schule stehen, neben Wildenmann und Kaltefleiter, folgende Politikwissenschaftler und Absolventen am Lehrstuhl von Hermens: Georg Geismann, Hans Kammler, Paul Kevenhörster, Norbert Konegen, Karl-Heinz Naßmacher und Gerda Zellentin.
Rudolf Wildenmann, der 1962 bei Hermens habilitierte, folgte 1964 einem Ruf an die damalige Wirtschaftshochschule Mannheim, die 1967 zur Universität erweitert wurde. Dort betreute er u. a. die Dissertation von Uwe Schleth. Wildenmann gründete 1974 schließlich das Zentrum für Umfragen, Methoden und Analysen (ZUMA), aus dem später die Gesellschaft für Sozialwissenschaftliche Infrastruktureinrichtungen (GESIS – Leibniz-Institut für Sozialwissenschaften) hervorging.
Wildenmann verstand die Politikwissenschaft als eine analytisch-empirische Sozialwissenschaft, als deren akademischer Vater er auch bezeichnet werden kann. In dieser Sichtweise ist Hermens der akademische Großvater, dessen Doktorvater Joseph A. Schumpeter war der Urgroßvater.
Die Grundlagen des empirisch-analytischen Zugriffs der Kölner Schule wurden entfaltet in:
- Ferdinand A. Hermens: Democracy or Anarchy? University of Notre Dame Press, Notre Dame IN 1941 (dt. Ausgabe: Demokratie oder Anarchie? Athenäum Verlag, Frankfurt/Main 1951; 2. Aufl. Westdeutscher Verlag, Köln und Opladen 1968);
- Ferdinand A. Hermens: The Representative Republic, Notre Dame, IN: University of Notre Dame Press, 1958 (dt. Ausgabe: Verfassungslehre. Athenäum Verlag, Frankfurt/Main 1951, 1964; 2. Aufl. Westdeutscher Verlag, Köln und Opladen 1968).

Das Wissenschaftsprogramm der Kölner Schule erläutern drei Zitate:
- Da „es auch auf dem Gebiet der Politik Zusammenhänge allgemeiner Art gibt, … ist die politische Form und die ihr jeweils innewohnende Dynamik einer der Faktoren, die das politische Verhalten regulieren.“[16]
- „Politische Form umfaßt alle die Regelungen, die die Prozesse der Meinungs-, Willens- und Machtbildung und Machtkontrolle tatsächlich beeinflussen.“[17]
- Eine so gewonnene Theorie der Politik „erlaubt Aussagen über Tendenzen politischen Handelns und Verhaltens und über den Rahmen möglicher Entscheidungen und ihrer wahrscheinlichen Folgen, ohne die Entscheidung selbst herbeiführen zu wollen oder zu können.“[18]

Das Konzept der „politischen Form“ (Hermens) verweist unmittelbar auf die „Regeln der Machtbewerbung“ (Wildenmann), zu denen neben dem jeweils geltenden Wahlverfahren (mit seinen spezifischen Wirkungen für die Umsetzung von Wählerstimmen in Parlamentsmandate) auch das Parteienfinanzierungsregime (also alle Regeln für den Zufluss öffentlicher Mittel und die öffentliche Kontrolle der Parteifinanzen) gehören. Während Hermens, Wildenmann und Kaltefleiter in verschiedenen Arbeiten vor allem die Bedeutung mehrheitsbildender Wahlsysteme als zentrales Anliegen ihrer Sozialtechnologie herausarbeiteten, haben Wildenmann, Schleth, Kaltefleiter und Naßmacher die Gestaltung der Rahmenbedingungen für die Parteienfinanzierung als wichtige Frage einer empirisch fundierten Demokratietheorie bearbeitet. Daneben stehen als weitere Institutionen der politischen Machtausübung die Ausgabenbremse des Art. 113 GG  oder die Reservefunktion des Bundespräsidenten.
Zahlreiche Arbeitsergebnisse der Kölner Schule erschienen in den von Hermens als Direktor des am 25. Juni 1960 errichteten Forschungsinstituts für Politische Wissenschaft und Europäische Fragen der Universität zu Köln  herausgegebenen Reihen Kölner Schriften zur Politischen Wissenschaft, Demokratische Existenz heute und Demokratie und Frieden sowie dem Jahrbuch Verfassung und Verfassungswirklichkeit.